# Тортелини
Тортелини су тестенине у облику прстена пореклом из италијанске регије Емилије (посебно из Болоње и Модене). Традиционално су пуњене са мешавином меса (свињске печенице, сировог пршута, мортаделом), Пармиђано ређано сира, јаја и мушкатног орашчића и служио у капон супи (у чорби од копуна). 
Док се на подручју порекла обично продају свеже или домаће, индустријски упаковани, сушени и замрзнути тортелини појављују се на многим локацијама широм света, посебно тамо где постоје велике италијанске заједнице.

## Порекло
Порекло тортелинија се спори; и Болоња и Модена, градови у италијанској регији Емилија-Ромања, тврде да су њено родно место. 
OxfordDictionaries.com прати етимологију тортелинија до умањеног облика тортела, који је сам по себи умањеник од торте („колач“ или „пита“ на италијанском). 
Рецепт за јело названо "тортелети" појављује се 1570. године код Бартоломеа Скапија. Записи Винченца Танара средином 17. века можда су одговорни за преименовање тестенине у тортелини. У 1800-има појавиле су се легенде које објашњавају порекло рецепта, нудећи компромис. Кастелфранко Емилија, смештена између Болоње и Модене, представљена је у једној легенди, у којој Венера борави у гостионици. Савладан њеном лепотом, крчмар је шпијунира кроз кључаницу кроз коју јој може видети само пупак. Инспирисан је стварањем тестенине у овом облику. Ова легенда води порекло израза ombelico di Venere (Венерин пупак), који се повремено користи за описивање тортелина.  У част ове легенде, у Кастелфранко Емилија се одржава годишњи фестивал.  Друга легенда каже да облик потиче из Моденине архитектуре, која подсећа на корњачу. 

## Поређење са тортелони
Тортелони су тестенине у сличном облику, али веће, обично 5 г, насупрот 2 г за тортелине,  и са другачије затвореним крајевима. Док тортелини имају пуњење на бази меса, тортелони су пуњени рикотом, а понекад и першуном или спанаћем. Штавише, док се тортелини традиционално кувају и сервирају са чорбом, тортелони се кувају у води, прже у мешавини (традиционално са маслацем и жалфијом ) и служе суви.

## Процес производње

### Кораци производње
1. Умешати млевено свињско месо, заједно са осталим састојцима, да бисте добили надев
2. Умешати брашно и јаја да направите тесто
3. Следи изравнавање теста
4. Исећи спљоштено тесто на квадрате
5. Депоновање дела надева на сваки квадрат теста
6. Обликовање тортелина

### Опрема

#### Домаће
- даска за сецкање
- нож
- оклагија
- резач теста

#### Индустрија
- сецкалица
- машина за мешање
- машина за обликовање (машина за тортелине)